# Álarcos énekes (negyedik évad)
Az Álarcos Énekes című zenés show-műsor negyedik évada 2024. november 10-én vette kezdetét az RTL-en.
Az évad 8 részes volt, vasárnaponként sugározták az RTL-en.
2024 márciusában Kolosi Péter jelentette be, hogy 2024 őszén visszatér az Álarcos Énekes.
A döntőre december 29-én került sor, ahol a széria győztese Brasch Bence lett.

## Műsorvezető
Az előző három évad műsorvezetője, Istenes Bence csatlakozott a nyomozókhoz, így a műsor új műsorvezetőt kapott.
2024. október 28-án a Fókuszban leplezték le az Álarcos énekes új műsorvezetőjét, aki Puskás Péter volt, aki a műsor második évadában először vendégnyomozóként szerepelt, később pedig az évad harmadik helyezését érte el a Röfi jelmezben, miután a Röfi jelmez korábbi versenyzője, Liptai Claudia elkapta a Covid19 vírust.

## Nyomozók
2024. október 19-én vált hivatalossá, hogy a negyedik évadban teljesen új nyomozócsapat lesz. Visszatért nyomozóként az első és második évadban látható Csobot Adél és Sebestyén Balázs is. Melléjük csatlakozott az előző három évad műsorvezetője Istenes Bence. A negyedik nyomozót először nem jelentették be csak nyomokat rejtettek el a csatorna online felületein, az ő kiléte 2024 október 22-én derült ki, amikor a Fókusz reklámszünetében a műsor ajánlójában tűnt fel. A következő napon az RTL is megerősítette, hogy Ráskó Eszter lett a negyedik nyomozó.
- Csobot Adél – énekes, műsorvezető, az Álarcos Énekes első és második évadának nyomozója, a harmadik évad ötödik helyezettje az Automata jelmezben.
- Sebestyén Balázs – műsorvezető, az Álarcos énekes első és második évadának nyomozója. Rádió 1-ben szerepel.
- Istenes Bence – műsorvezető, az Álarcos énekes első három évadának műsorvezetője.
- Ráskó Eszter – humorista, Rádió 1-ben szerepel.

### Vendégnyomozók
| Adás    | Vendégnyomozó    |
| ------- | ---------------- |
| 5. adás | Gáspár Laci      |
| 6. adás | Pápai Joci       |
| 7. adás | Janklovics Péter |

## Eredmények
Nyertes

      Második helyezett

      Harmadik helyezett

 ✔  A versenyző párbajgyőztesként automatikusan továbbjutott

 ✔  A versenyzőt a nyomozók juttatták tovább

 ✘  A versenyző kiesett és levette az álarcát

 ✘  A versenyzőnél felhasználták a szuperkártyát, és levette az álarcát

      A versenyző nem szerepelt az epizódban

      A versenyző a Sztárboxban is szerepelt
| #   | Álarc         | Versenyző       | Foglalkozás                  | Epizódok | Epizódok | Epizódok | Epizódok | Epizódok | Epizódok | Epizódok | Epizódok | Epizódok |
| #   | Álarc         | Versenyző       | Foglalkozás                  | 0.       | 1.       | 2.       | 3.       | 4.       | 5.       | 6.       | 7.       | 8.       |
| --- | ------------- | --------------- | ---------------------------- | -------- | -------- | -------- | -------- | -------- | -------- | -------- | -------- | -------- |
| 1.  | Jegesmedve    | Brasch Bence    | színész, énekes              |          | ✔        |          | ✔        |          | ✔        | ✔        | ✔        | 1.       |
| 2.  | Teknős        | Valkusz Milán   | énekes, rapper               |          | ✔        |          |          | ✔        | ✔        | ✔        | ✔        | 2.       |
| 3.  | Rozmár        | Gergely Róbert  | színész, énekes              |          |          | ✔        |          | ✔        | ✔        | ✔        | ✔        | 3.       |
| 4.  | Kenguru       | Gelencsér Tímea | műsorvezető, szépségkirálynő |          |          |          | ✔        |          | ✔        | ✔        | ✘        | ✘        |
| 5.  | Fekete párduc | Herceg Erika    | énekesnő, modell             |          |          | ✔        | ✔        |          | ✔        | ✘        | ✘        | ✘        |
| 6.  | Ananász       | Kocsis Tibor    | énekes                       |          |          | ✔        |          | ✔        | ✘        | ✘        | ✘        | ✘        |
| 7.  | Mézeskalács   | Ullmann Mónika  | színésznő                    |          | ✔        |          |          | ✘        | ✘        | ✘        | ✘        | ✘        |
| 7.  | Viking        | Gáspár Niki     | logisztikai ügyintéző        |          |          | ✔        | ✘        | ✘        | ✘        | ✘        | ✘        | ✘        |
| 7.  | Mókus         | Dér Heni        | énekesnő, előadóművész       |          | ✔        |          | ✘        | ✘        | ✘        | ✘        | ✘        | ✘        |
| 10. | Sushi         | Nagy Zsolt      | színész                      |          |          | ✘        | ✘        | ✘        | ✘        | ✘        | ✘        | ✘        |
| 10. | Küklopsz      | Molnár Anikó    | televíziós személyiség       |          | ✘        | ✘        | ✘        | ✘        | ✘        | ✘        | ✘        | ✘        |

## Epizódok

### 1. epizód (november 10.)
| #         | Álarc       | Dal                                  | Személyazonosság | Eredmény     |
| 1. párbaj | 1. párbaj   | 1. párbaj                            | 1. párbaj        | 1. párbaj    |
| --------- | ----------- | ------------------------------------ | ---------------- | ------------ |
| 1         | Mézeskalács | Úristen (VALMAR ft. Szikora Róbert)  | nem ismert       | Továbbjutott |
| 2         | Jegesmedve  | Barbie Girl (Aqua)                   | nem ismert       | Továbbjutott |
| 3         | Mókus       | Give It Away (Red Hot Chili Peppers) | nem ismert       | Nyert        |
| 2. párbaj |             |                                      |                  |              |
| 4         | Küklopsz    | Mit tehet a sejt? (Jazz+Az)          | Molnár Anikó     | Kiesett      |
| 5         | Teknős      | Könnyű álmot hozzon az éj (Charlie)  | nem ismert       | Nyert        |

### 2. epizód (november 17.)
| #         | Álarc         | Dal                                        | Személyazonosság | Eredmény     |
| 1. párbaj | 1. párbaj     | 1. párbaj                                  | 1. párbaj        | 1. párbaj    |
| --------- | ------------- | ------------------------------------------ | ---------------- | ------------ |
| 1         | Viking        | Cotton Eye Joe (Rednex)                    | nem ismert       | Továbbjutott |
| 2         | Rozmár        | The Ketchup Song (Las Ketchup)             | nem ismert       | Nyert        |
| 2. párbaj |               |                                            |                  |              |
| 3         | Ananász       | Rollin' (Limp Bizkit)                      | nem ismert       | Továbbjutott |
| 4         | Sushi         | A Muki Fia (Parno Graszt)                  | Nagy Zsolt       | Kiesett      |
| 5         | Fekete párduc | Can't Help Falling In Love (Elvis Presley) | nem ismert       | Nyert        |

### 3. epizód (november 24.)
| #         | Álarc         | Dal                                         | Személyazonosság | Eredmény     |
| 1. párbaj | 1. párbaj     | 1. párbaj                                   | 1. párbaj        | 1. párbaj    |
| --------- | ------------- | ------------------------------------------- | ---------------- | ------------ |
| 1         | Jegesmedve    | Szállj fel, szabad madár (István, a király) | nem ismert       | Nyert        |
| 2         | Viking        | A szeretet él (Gáspár Laci)                 | Gáspár Niki      | Kiesett      |
| 2. párbaj |               |                                             |                  |              |
| 3         | Fekete párduc | Sweet Dreams (Eurythmics / Marilyn Manson)  | nem ismert       | Továbbjutott |
| 4         | Mókus         | Jali dali (Nótár Mary)                      | Dér Heni         | Kiesett      |
| 5         | Kenguru       | Eye of the Tiger (Survivor)                 | nem ismert       | Nyert        |

### 4. epizód (december 1.)
| #         | Álarc       | Dal                                        | Személyazonosság | Eredmény     |
| 1. párbaj | 1. párbaj   | 1. párbaj                                  | 1. párbaj        | 1. párbaj    |
| --------- | ----------- | ------------------------------------------ | ---------------- | ------------ |
| 1         | Rozmár      | Lambada (Kaoma)                            | nem ismert       | Nyert        |
| 2         | Mézeskalács | Can’t Take My Eyes Off You (Frankie Valli) | Ullmann Mónika   | Kiesett      |
| 2. párbaj |             |                                            |                  |              |
| 3         | Ananász     | Olaszosan Gigolosan (Kis Grófo)            | nem ismert       | Nyert        |
| 4         | Teknős      | I Got Life (Hair)                          | nem ismert       | Továbbjutott |

### 5. epizód (december 8.)
| #         | Álarc         | Dal                                | Személyazonosság | Eredmény     |
| 1. párbaj | 1. párbaj     | 1. párbaj                          | 1. párbaj        | 1. párbaj    |
| --------- | ------------- | ---------------------------------- | ---------------- | ------------ |
| 1         | Teknős        | Livin' La Vida Loca (Ricky Martin) | nem ismert       | Nyert        |
| 2         | Jegesmedve    | Blue (Eiffel 65)                   | nem ismert       | Továbbjutott |
| 2. párbaj |               |                                    |                  |              |
| 3         | Rozmár        | Bőg a tehén (Eisemann Mihály)      | nem ismert       | Nyert        |
| 4         | Ananász       | All By Myself (Céline Dion)        | Kocsis Tibor     | Kiesett      |
| 3. párbaj |               |                                    |                  |              |
| 5         | Kenguru       | Wannabe (Spice Girls)              | nem ismert       | Továbbjutott |
| 6         | Fekete párduc | Houdini (Dua Lipa)                 | nem ismert       | Nyert        |

### 6. epizód (december 15.)
| #         | Álarc         | Dal                                            | Személyazonosság | Eredmény     |
| 1. párbaj | 1. párbaj     | 1. párbaj                                      | 1. párbaj        | 1. párbaj    |
| --------- | ------------- | ---------------------------------------------- | ---------------- | ------------ |
| 1         | Fekete párduc | Titanium (David Guetta ft. Sia)                | Herceg Erika     | Kiesett      |
| 2         | Kenguru       | Eins Zwei Polizei (Mo-Do)                      | nem ismert       | Nyert        |
| 2. párbaj |               |                                                |                  |              |
| 3         | Rozmár        | Ének az esőben (Záray Márta)                   | nem ismert       | Továbbjutott |
| 4         | Teknős        | Are You Gonne Be My Girl (Jet)                 | nem ismert       | Nyert        |
| 5         | Jegesmedve    | 'O Sole Mio (Bryan Adams és Luciano Pavarotti) | nem ismert       | Továbbjutott |

### 7. epizód – Elődöntő (december 22.)
| #         | Álarc      | Dal                                  | Személyazonosság | Eredmény     |
| 1. párbaj | 1. párbaj  | 1. párbaj                            | 1. párbaj        | 1. párbaj    |
| --------- | ---------- | ------------------------------------ | ---------------- | ------------ |
| 1         | Kenguru    | Lehetsz király (Rómeó és Júlia)      | Gelencsér Tímea  | Kiesett      |
| 2         | Teknős     | Paradise City (Guns N’ Roses)        | nem ismert       | Nyert        |
| 2. párbaj |            |                                      |                  |              |
| 3         | Rozmár     | Jöjj velem! (Peter Šrámek)           | nem ismert       | Továbbjutott |
| 4         | Jegesmedve | Christmas Is All Around (Billy Mack) | nem ismert       | Nyert        |

### 8. epizód – Döntő (december 29.)
| #      | Álarc      | Dal                                            | Személyazonosság | Eredmény     |
| 1. kör | 1. kör     | 1. kör                                         | 1. kör           | 1. kör       |
| ------ | ---------- | ---------------------------------------------- | ---------------- | ------------ |
| 1      | Teknős     | All I Want For Christmas Is You (Mariah Carey) | nem ismert       | Továbbjutott |
| 2      | Jegesmedve | Nel Blu di Pinto di Blu (Domenico Modugno)     | nem ismert       | Továbbjutott |
| 3      | Rozmár     | White Christmas – magyarul (Bing Crosby)       | Gergely Róbert   | 3. helyezett |
| 2. kör |            |                                                |                  |              |
| 4      | Teknős     | A Hűtlen (Edda Művek)                          | Valkusz Milán    | 2. helyezett |
| 5      | Jegesmedve | Ha volna két életem (Piramis)                  | Brasch Bence     | Győztes      |

## Nézettség
A +4-es adatok a teljes lakosságra, a 18–59-es adatok a célközönségre vonatkozik. A táblázat csak az RTL által főműsoridőben sugárzott adások adatait mutatja.
| Epizód | Dátum              | Idősáv         | Teljes lakosság (+4) | Teljes lakosság (+4) | Teljes lakosság (+4) | Célközönség (18–59) | Célközönség (18–59) | Célközönség (18–59) | Forrás |
| Epizód | Dátum              | Idősáv         | AMR (fő)             | SHR (%)              | Heti helyezés        | AMR (fő)            | SHR (%)             | Heti helyezés       | Forrás |
| ------ | ------------------ | -------------- | -------------------- | -------------------- | -------------------- | ------------------- | ------------------- | ------------------- | ------ |
| 0.     | 2024. november 3.  | vasárnap 20:00 | 613.386              | 13,6                 | 8.                   | 361.901             | 15,5                | 3.                  | [ 7 ]  |
| 1.     | 2024. november 10. | vasárnap 19:30 | 720 141              | 16,4                 | 3.                   | 400 299             | 17,9                | 2.                  | [ 8 ]  |
| 2.     | 2024. november 17. | vasárnap 19:30 | 660 252              | 14,9                 | 6.                   | 362 923             | 15,8                | 2.                  | [ 9 ]  |
| 3.     | 2024. november 24. | vasárnap 19:30 | 692 359              | 15,7                 | 8.                   | 370 379             | 16,4                | 3.                  | [ 10 ] |
| 4.     | 2024. december 01. | vasárnap 19:30 | 593 280              | 13,4                 | 10.                  | 346 642             | 15,4                | 3.                  | [ 11 ] |
| 5.     | 2024. december 08. | vasárnap 19:30 | 529 037              | 12,3                 | 10.                  | 292 710             | 13,4                | 5.                  | [ 12 ] |
| 6.     | 2024. december 15. | vasárnap 19:00 | 533 856              | 12,2                 | 8.                   | 286 128             | 13,1                | 5.                  | [ 13 ] |
| 7.     | 2024. december 22. | vasárnap 19:00 | 644 348              | 15,1                 | 4.                   | 328 511             | 15,9                | 3.                  | [ 14 ] |
| 8.     | 2024. december 29. | vasárnap 19:00 | 757 482              | 17,2                 | 3.                   | 377 807             | 16,9                | 2.                  | [ 15 ] |